# Euplectrus puttleri
Euplectrus puttleri is een vliesvleugelig insect uit de familie Eulophidae. De wetenschappelijke naam is voor het eerst geldig gepubliceerd in 1980 door Gordh.